# Євраз

«Євраз Груп С.А.» — Evraz Group — російська холдингова компанія, є однією з найбільших у світі вертикально-інтегрованих металургійних і гірничодобувних компаній. У 2007 році підприємства «Євраза» виробили 16,4 млн тонн сталі, 12,6 млн тонн чавуну і 15,2 млн тонн сталевого прокату.

## Історія
Історія «Євраз Груп» починається з заснування в 1992 році невеликої компанії «Євразметалл», що спеціалізувалася на торгівлі металопродукцією. Протягом перших кількох років існування оборот компанії і сфера її діяльності значно розширилися. У 1995 році була утворена «EAM Груп», що об'єднала кілька вугільних, гірничорудних і сталеливарних компаній. Наприкінці 1995 року «EAM Груп» підписала угоду про стратегічне партнерство з фірмою «Дюферко», ставши власником контрольного пакету акцій Нижньотагільського металургійного комбінату (НТМК). У 1999 році «EAM Груп» отримала в своє управління ще два великі металургійні комбінати ‑ Західно‑Сибірський (ЗСМК) і Новокузнецький.
Наприкінці 1999 року знов створене ТОВ «Євразхолдінг» узяло на себе функції головного виконавчого органу НТМК, ЗСМК і НКМК, а також Високогористого і Качканарського гірничо-збагачувальних комбінатів, компанії «Євразруда» і Находкинського морського порту.

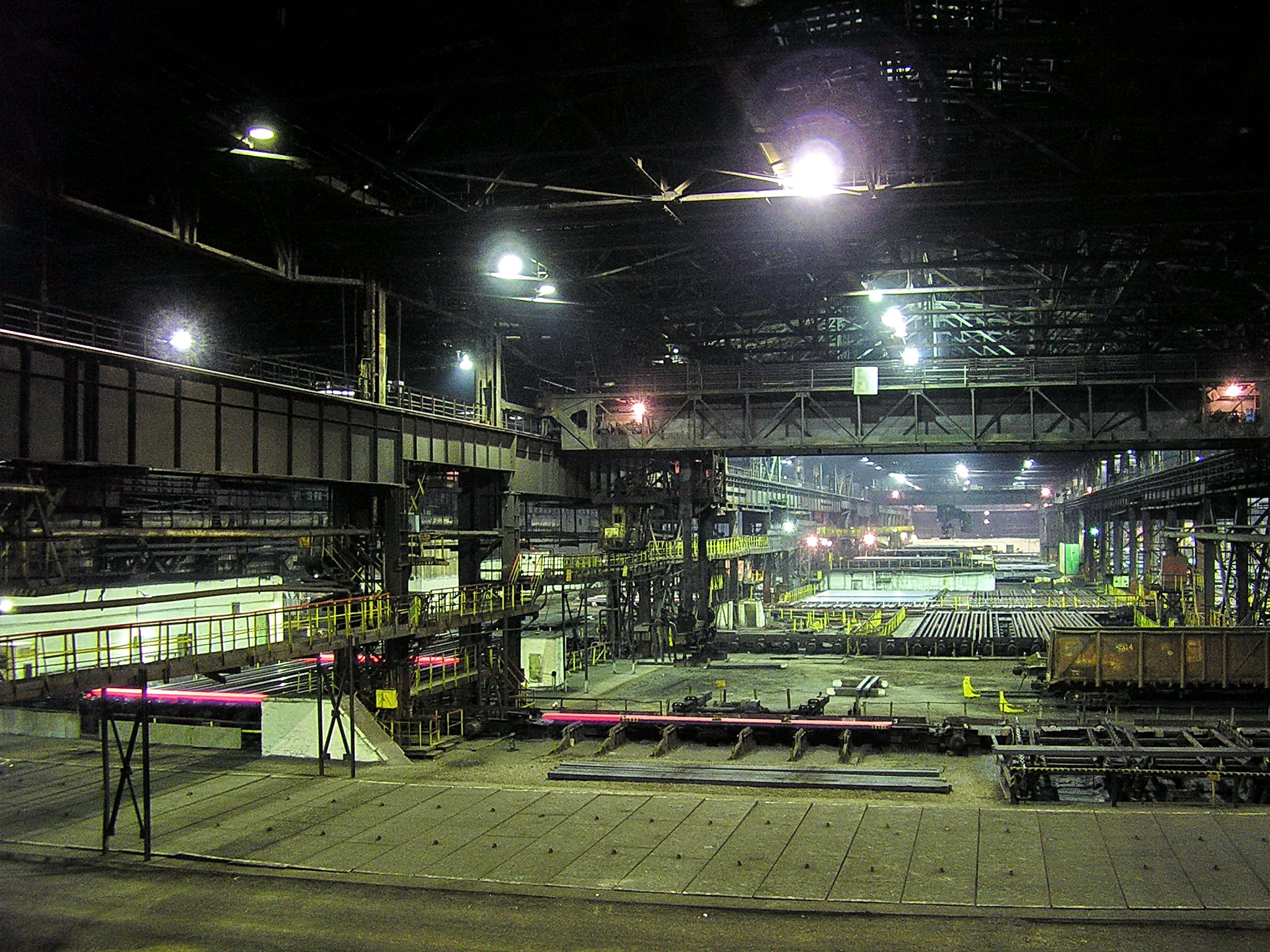
Західно-Сибірський металургійний комбінат

У червні 2005 року «Євраз Груп С. А.» стала публічною компанією ‑ 8,3% акцій компанії у формі глобальних депозитарних розписок було внесено до лістингу Лондонської фондової біржі. В кінці січня 2006 року на біржі було розміщено ще 6% акцій «Євраз Груп С. А.».
У 2004-2005 роках компанія придбала «Шахту 12», 50-процентний пакет акцій ОАО «Южкузбассуголь» і частку у ВАТ «Распадская». Придбання прокатного заводу «Паліні і Бертолі» (Італія) в серпні 2005 року і найбільшого виробника листової сталі в Чехії «Вітковіце Стіл» в листопаді 2005 року розширило продуктову лінійку «Євраза» за рахунок продукції з високою доданою вартістю, а також відкрило доступ на ринки країн, що входять в Європейський союз.
У 2004-2005 роках у компанії працював Валерій Хорошковський, у 2005 році — очолював.
У 2006 році «Євраз» придбав 73% акцій компанії «Стратіджик Мінералз Корпорейшн» («Страткор»), одного з провідних світових виробників ванадієвих і титанових сплавів і хімікатів, зі штаб-квартирою у США, і 24,9% «Хайвелд Стіл енд Ванадіум Корпорейшн» (ПАР), збільшивши цю частку до 54,1% в травні 2007 року. Завдяки придбанню «Орегон Стіл Мілз» в січні 2007 року «Євраз» забезпечив собі значну присутність на ринку товстого листа і в трубному бізнесі США і Канади, і став провідним світовим виробником рейок.
У грудні 2007 року «Євраз» підписав угоду про придбання мажоритарних пакетів акцій ряду виробничих підприємств Привату в Україні: Відкритого акціонерного товариства «Суха Балка», Дніпропетровського металургійного заводу ім. Петровського і трьох коксохімічних підприємств (Дніпродзержинського коксохімічного заводу, заводів «Баглейкокс» і «Дніпрококс»). Операція з придбаня була завершена у вересні 2008 року
У 2008 році «Євраз» оголосив про покупку канадських підприємств з виробництва листового і трубного прокату північноамериканської компанії IPSCO, тим самим розширивши свою присутність в Північній Америці. Також цього року «Євраз» підписав договір на покупку до 51% акцій китайської металургійної компанії «Делонг» (стаом на літо 2008 «Євраз» вже викупив 10% акцій «Делонг»).
Гірничодобувний підрозділ «Євраз Груп» об'єднує гірничорудні підприємства ВАТ «Євразруда», Качканарській і Високогористий гірнничо-збагачувальні комбінати. «Євразу» також належить компанія «Южкузбассуголь» і 40% акцій провідного виробника коксівного вугілля в Росії ВАТ «Распадская». Наявність власної бази залізняку і вугілля дозволяє «Євразу» виступати як інтегрований виробник сталі.

### В Україні
Група Євраз, головним акціонером якої є Роман Абрамович, увірвалася в гірничо-металургійний комплекс України в 2007 році, купивши 5 підприємств. Однак до кінця 2017 року портфель її промислових активів в країні скоротилася до одного.

## Структура
Металургія:
- Palini e Bertoli ( Італія)
- Oregon Steel Mills ( США)
- Claymont Steel ( США)
- Нижньотагільський металургійний комбінат ( Росія)
- Західно-Сибірський металургійний комбінат ( Росія)

Ванадієвий підрозділ:
- Стратіджик Мінералз Корпорейшн ( США)
- Хайвелд Стіл енд Ванадіум Корпорейшн ( ПАР)

Порти:
- Находкинський морський порт ( Росія)

## Виноски
1. ↑  https://www.evraz.com/en/company/leadership/#alexander-abramov
2. ↑  https://www.evraz.com/en/company/leadership/#alexander-frolov
3. ↑  Annual Report 2014. Evraz. Процитовано 1 квітня 2014.[недоступне посилання з червня 2019]
4. ↑  Homepage. Evraz. Архів оригіналу за 12 вересня 2008. Процитовано 1 квітня 2014.
5. ↑  Корреспондент: Містер Успіх. Історія злету Валерія Хорошковського [Архівовано 29 серпня 2021 у Wayback Machine.], Корреспондент, 6 березня 2012
6. ↑  Evraz оголосив про закінчення другої стадії операції з придбання активів в Україні[недоступне посилання з червня 2019]
7. ↑  Как за 10 лет ЕВРАЗ растерял почти все активы в Украине. delo.ua. Delo.ua. 29 травня 2017. Архів оригіналу за 17 червня 2019. Процитовано 17 червня 2019.